# Potencial de velocitats
Un potencial de velocitat és un potencial escalar utilitzat en teoria de flux potencial. Va ser introduït per Joseph Louis Lagrange l'any 1788.
És usat en mecànica dels medis continus, quan un medi continu ocupa una regió simplement connexa i és irrotacional. En tal cas:
{\displaystyle \nabla \times \mathbf {u} =0\,}
On u denota la velocitat de flux. Com a resultat, u pot ser representat com el gradient d'una funció escalar Φ:
{\displaystyle \mathbf {u} =\nabla \Phi \ ={\frac {\partial \Phi }{\partial x}}\mathbf {i} +{\frac {\partial \Phi }{\partial y}}\mathbf {j} +{\frac {\partial \Phi }{\partial z}}\mathbf {k} \,.}
Φ es coneix com el potencial de velocitats de u. L'equació de continuïtat {\displaystyle \nabla \cdot \mathbf {u} =0\,} queda reduïda a l'equació de Laplace de Φ:
{\displaystyle \nabla ^{2}\Phi ={\cfrac {\partial ^{2}\Phi }{\partial x^{2}}}+{\cfrac {\partial ^{2}\Phi }{\partial y^{2}}}+{\cfrac {\partial ^{2}\Phi }{\partial z^{2}}}=0\,}
Un potencial de velocitats no és únic. Si Φ és un potencial de velocitats, llavors Φ + a(t) Φ + a(t)(t) és també un potencial de velocitats de u, on Φ + a(t) és una funció escalar de temps que pot ser constant. En altres paraules, els potencials de velocitat són únics fins a una constant, o una funció només dependent del temps.
Si un potencial de velocitats satisfà l'equació de Laplace, es pot comprovar aquesta afirmació, per exemple, desenvolupant l'expressió ∇ × (∇ × u) i usant, gràcies al teorema de Clairaut-Schwarz, la commutació entre els operadors gradient i laplacià.
A diferència de la funció de corrent, un potencial de velocitats pot existir en un flux tridimensional.

## Ús en acústica
En teoria acústica, sovint es vol treballar amb l'equació d'ona acústica del potencial de velocitats Φ en comptes de la pressió p i/o de la velocitat de la partícula u.
{\displaystyle \nabla ^{2}\Phi -{\frac {1}{c^{2}}}{\frac {\partial ^{2}\Phi }{\partial t^{2}}}=0}
Solucionant l'equació d'ona per qualsevol camp p o camp u no necessàriament proporciona una resposta senzilla per l'altre camp. D'altra banda, quan Φ és solucionat per, no només és u trobat mentre donat damunt, però p és també fàcilment trobat – del (linearised) equació de Bernolli per fluxos irrotacionals i noestacionaris – com:
{\displaystyle p=-\rho {\frac {\partial \Phi }{\partial t}}\,.}